# 岸彩乃
岸彩乃（日语：／ Kishi Ayano，1992年10月29日—），日本女子蹦床运动员，2014年亚洲运动会女子个人铜牌得主、2017年世界蹦床锦标赛女子个人网上银牌得主、2019年世界蹦床锦标赛女子双人网上金牌得主。